# アーカム・アサイラム
アーカム・アサイラム（Arkham Asylum）は、アメリカン・コミックス『バットマン』シリーズに登場する架空の精神病院。「アーカム精神病院」と表記されることもある。
正式名称はThe Elizabeth Arkham Asylum for the Criminally Insane（エリザベス・アーカム触法精神障害者病棟）。

## 概要
H・P・ラヴクラフトに影響を受け、デニス・オニールが考案。バックストーリーのほとんどは1980年代にレン・ウィーンが考えた。初出は「Batman」#258。1989年には設定を大きく発展させた作品『バットマン: アーカム・アサイラム』がベストセラーになった。
触法精神障害者とは、犯罪を犯した精神病患者のこと。バットマンシリーズでは、正気を失った犯罪者が刑の執行を受ける代わりにこの精神病院に収容される。バットマンは殺人を犯さないため、凶悪犯が罰を受けることなく生き続けるジレンマに陥っている。なお、ラヴクラフトの作品にもアーカム精神病院は登場するが、両者は全く別の施設である。詳しくは、アーカムを参照。

## バックストーリー
医者のアマデウス・アーカムが創設した。正式名称のエリザベスは彼の狂死した母の名である。治療にあたった犯罪者に妻と娘を殺害されたことから、徐々に狂気に陥いる。数年後、治療中の事故に見せかけ、その犯罪者を殺害。その後、完全に異常をきたし、患者として収容される。病院地下で自らの爪と血で呪法陣を描き狂死した。アマデウス・アーカムの甥、ジェレマイア・アーカムが現在の責任者。

## 他のメディア

### 映画
『THE BATMAN -ザ・バットマン-』
エドワード・ナッシュトン/リドラーが逮捕されたあとに投獄された触法精神障碍者病棟。エンドクレジットシーンではリドラーの隣の独房にいた謎の囚人がリドラーに友達にならないかと問いかけている。

### ドラマ
『GOTHAM/ゴッサム』
捕らえられた犯罪者/ヴィランが投獄されるゴッサム・シティで1番大きい触法精神障碍者病棟。何度も脱獄されていたり、病院の関係者にスパイがいるなど、あまり信用できる刑務所ではない。

### ゲーム
『バットマン アーカム・アサイラム』
当病院を舞台としている。クインシー・シャープはこの病院の所長で、悪と取引して野望の実現を狙っている。